# Mio (Michigan)
Pour les articles homonymes, voir Mio.
Mio est une communauté non-incorporée située dans l’État américain du Michigan. Elle est le siège du comté d'Oscoda. Selon le recensement de 2000, sa population est de 2 016 habitants.